# Online billetsystem
Online billetsystemer er billetsystemer, som er baseret på salg af billetter online til et givent arrangement. En arrangør opretter sit online billetsalg til et givent arrangement gennem en online billetsystemplatform, hvor potentielle billetkøbere herefter kan købe eller tilmelde sig til arrangementet. Der er mange udbydere af denne service både udenlandske og danske. For arrangøren er det gennem størstedelen af billetsystemplatformene gratis, men hvor det koster et billetgebyr for billetkøberen – dette billetgebyr ligger normalt mellem 3 kr til 30 kr per købt billet.
| Internet | Spire Denne internet-relaterede artikel er en spire som bør udbygges. Du er velkommen til at hjælpe Wikipedia ved at udvide den. |